# Arbis
Arbis är en populär benämning på en arbetareförening, dess verksamhet eller fastighet.

## Linköping

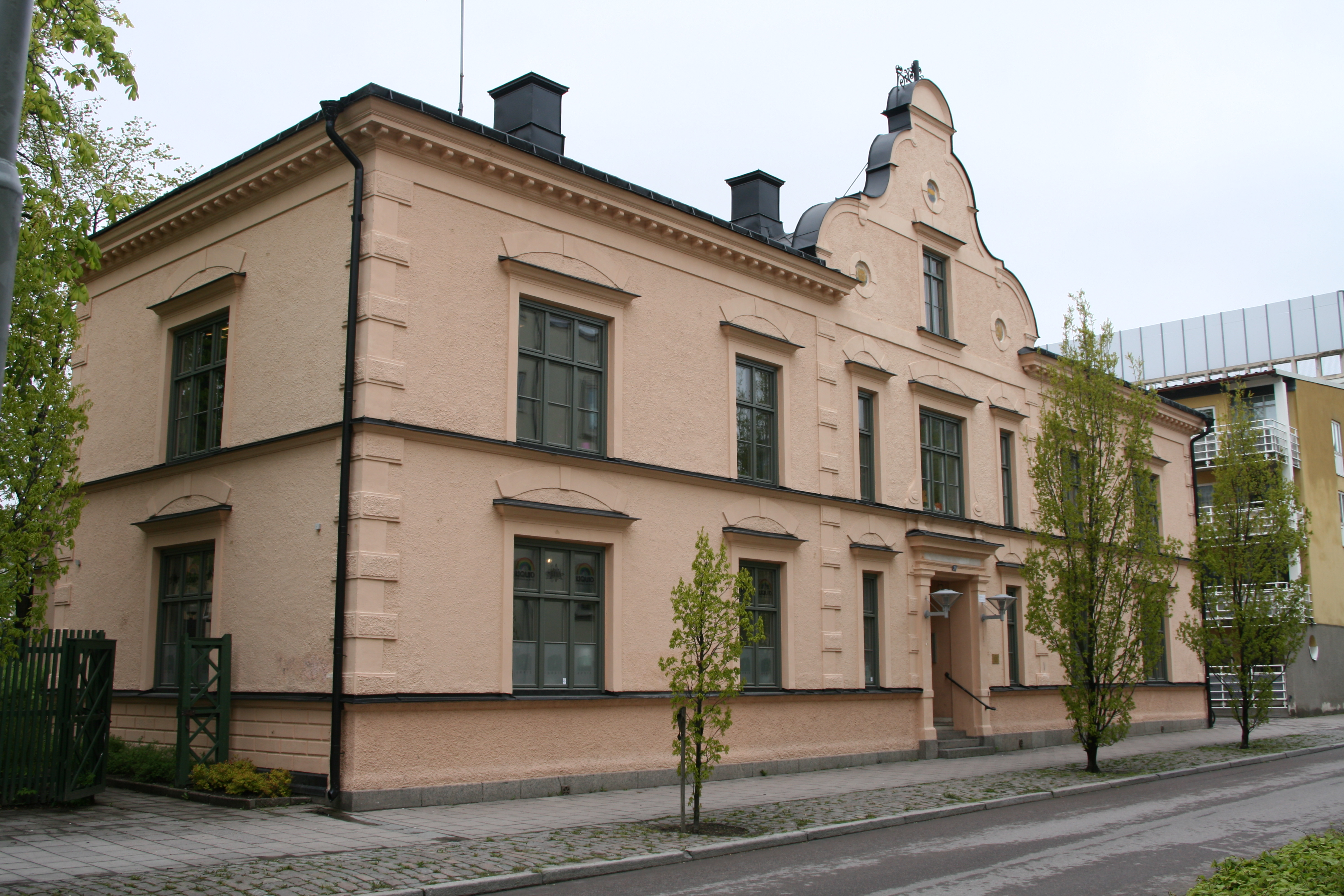
Arbis, Linköping.

Arbis är ett kulturhus för unga, beläget på Repslagaregatan 30 i centrala Linköping. Där får besökaren möjlighet att ägna sig åt skapande verksamheter som dans, musik och teater med mera. Verksamheterna Diva och Liquid finns även i huset. Det uppfördes 1876 och byggdes till 1893. 1913 öppnades en riktig biograf i Arbis. Under en tid på 1940-talet bedrev folkskoleseminariet för kvinnliga elever undervisning i Arbis lokaler samt danskvällarna började bli vanligt. Under senare decennier har Arbis bland annat fått hysa fritidsgård och konstutställningslokal. Under 90-00-talet var Arbis utbildningslokaler och scen för det estetiska programmet på Anders Ljungstedts gymnasium.

## Norrköping
Norrköpings arbetareförening (grundad 1860), men också namn på föreningens teater, Arbisteatern (invigd 1866), är Sveriges äldsta amatörscen, inriktad på operetter och musikaler. Gideon Wahlberg, Edvin Adolphson, Brita Hertzberg och Zarah Leander är kända namn i teaterns historia.

## Strängnäs
Strengnäs Arbis hette tidigare Strengnäs Arbetareförening och är i grunden en arbetareförening bildad 1873. Den var en efterföljare till den liberala Stockholms arbetareförening, som grundats 1866. Strängnäsrevyn är en del av Arbis verksamhet.

## Visby
Visby Arbetareförening är en partipolitiskt obunden förening som grundades 1873.